# 尹晨伊
尹晨伊，台灣作家、劇作家，作品很多樣化，曾經撰寫過小說、改編小說、青少年讀物，以及漫畫，作品「純金貴公子」、「惡魔的仙度瑞拉」同時出版漫畫版（與漫畫家三月兔合作）

## 人物
作家，尹晨伊是創作類型多面的暢銷作家，作品包括輕小說、劇本、愛情小說、改編小說、漫畫、青少年假期讀物等各種範疇。

## 作品一覽

### 輕小說

#### 惡魔的仙度瑞拉系列
高寶書版集團 希代多媒體出版。一個有設計天份的女孩叫公良慧，她立志成為一個服裝設計師，並奪回父親公良松被相里武搶走的公司.
- 惡魔的仙度瑞拉1 愛的宿命

希代多媒體出版已絕版，改版於高寶出版之尹晨伊作品集。
- 惡魔的仙度瑞拉2 甜蜜冤家

希代多媒體出版已絕版，改版於高寶出版之尹晨伊作品集。

#### 尹晨伊作品集
高寶書版集團 高寶出版。
- 惡魔的仙度瑞拉1 愛的宿命

公良慧闖入時尚Party， 想要搜集作業用的資料，因為是化妝舞會，所以打扮成灰姑娘仙度瑞拉偷溜進場，卻見一個惡魔……
- 惡魔的仙度瑞拉2 甜蜜冤家
- 惡魔的仙度瑞拉3 心心相印
- 惡魔的仙度瑞拉4 愛的初體驗
- 惡魔的仙度瑞拉5 愛的大抉擇(完)

#### 純金貴公子系列
城邦出版集團 尖端出版。一心想要成為教育家的元采螢進了優秀學府上學，沒想到卻撞破學長不為人知的秘密，進而被學長糾纏，而且相處間還發生怪事的浪漫故事。
- 純金貴公子1 真金不怕火戀

元采螢在返校的時候，發現自己被莫名其妙改換了房間，又遇見奇怪的少年被追殺，學長還被綁架，一連串的怪事接連而來……
- 純金貴公子2 鑽石亮晶晶

采螢生日，學長為了想要得到跟她共舞的機會，展開了廚藝大戰……
- 純金貴公子3 童話灰姑娘

采螢因為學長們的特別青睞，被同學們敵視，要如何突破困境……
- 純金貴公子4 仙度拉的反擊

班上來了一個新同學，看起來對采螢很好，但卻愛上了學長純金貴公子…．

#### 其他
- 黑道少女
- 花拳少女
- 野蠻公主
- 月影無敵
- 神國少女
- 千尋公主
- 相思如夢令
- 檣行千里:君臨四海
- 檣行千里:名揚四海
- 綠波樓(黑道少女改版)
- 舞飛揚(花拳少女改版)
- 歡樂雲(野蠻公主改版)
- 待月歸(月影無敵改版)

#### 連結
http://lisafangfang.pixnet.net/blog （页面存档备份，存于） 尹晨伊 痞客邦 PIXNET